# Saison 7 de Once Upon a Time
Chronologie
Saison 6
La septième et dernière saison de Once Upon a Time, série télévisée américaine, est constituée de vingt-deux épisodes diffusée du 6 octobre 2017 au 18 mai 2018 sur ABC, aux États-Unis.

## Synopsis
Après six saisons, les habitants de la forêt enchantée font face à leur plus grand défi. La Méchante Reine, le capitaine Crochet et Rumpelstiltskin joignent leurs forces. Henry, adulte, et sa fille Lucy partent dans une quête épique afin de rapporter de l’espoir à leur monde. Sur le chemin, un nouveau conte de fées et une vieille recherche pour un amour vrai trouvent une aventure. Encore une fois, une bataille entre le bien et le mal et des contes classiques plus tiraillés ainsi qu’imaginés à nouveau.

## Distribution

### Acteurs principaux
- Lana Parrilla (VF : Nathalie Homs) : la Méchante Reine / Regina Mills / Roni (19/22)
- Colin O'Donoghue (VF : Rémi Bichet) : Killian Jones, le Capitaine Crochet / Rogers (22/22)
- Andrew James West (VF : Axel Kiener) : Henry Mills (21/22)
- Dania Ramírez (VF : Ethel Houbiers) : Cendrillon / Jacinda Vidrio / Ella (22/22)
- Gabrielle Anwar (VF : Nathalie Karsenti) : Lady Tremaine / Victoria Belfrey / Raiponce (10/22)
- Alison Fernandez (VF : Lilia Aragones) : Lucy Mills / Lucy Vidrio (21/22)
- Mekia Cox (VF : Fily Keita) : Tiana / Sabine (14/22)
- Robert Carlyle (VF : Boris Rehlinger) : Rumpelstiltskin / M. Gold / Weaver (19/22)

### Acteurs récurrents
- Rose Reynolds (en) (VF : Jennifer Fauveau) : Alice / Tilly (14 épisodes)
- Adelaide Kane (VF : Marie Chevalot) : Javotte / Ivy (13 épisodes)
- Emma Booth (VF : Hélène Bizot) : Mère Gothel / Mère Nature / Eloise Gardener (12 épisodes)
- Tiera Skovbye (VF : Adeline Chetail) : Robyn / Margot (10 épisodes)
- Bruce Blain (VF : Jean-Luc Atlan) : sergent Samuel B. Ryce (9 épisodes)
- Daniel Francis (VF : Frantz Confiac) : Dr Facilier / M. Baron Samdi (8 épisodes)
- Nathan Parsons (VF : Yann Sundberg) : Jack / Nick / Hansel (8 épisodes)
- Rebecca Mader (VF : Odile Cohen) : Zelena / la méchante sorcière de l'Ouest / Kelly West (7 épisodes)
- Jeff Pierre (VF : Jean-Michel Vaubien) : le prince Naveen / Drew (6 épisodes)
- Jared S. Gilmore (VF : Enzo Ratsito) : Henry Mills jeune / Sir Henry (5 épisodes)
- Trevor Roberts (VF : Cédric Barbereau) : Remy (4 épisodes)
- Yael Yurman (VF : Clara Soares) : Anastasie (4 épisodes)

### Invités
- Robin Givens (VF : Ivana Coppola) : Eudora, la mère de Tiana (épisodes 5 et 12)
- Jillian Fargey : la fée marraine (épisode 1)
- Chris Gauthier (VF : Bruno Magne) : Monsieur Mouche (épisodes 13, 16 et 22)
- Liam Hall : le prince de Cendrillon (épisode 1)
- Emilie de Ravin (VF : Karine Foviau) : Belle (épisodes 4 et 22)
- Meegan Warner (VF : Caroline Mozzone) : Raiponce / Lady Tremaine jeune (épisodes 7 et 9)
- Jennifer Morrison (VF : Cathy Diraison) : Emma Swan (épisode 2 et 22)
- Giles Matthey (en) (VF : Jim Redler) : Gideon (épisode 4)
- Kevin Ryan : le prince Marius / Robert (épisode 5)
- Matty Finochio : Marcus Tremaine
- Cindy Luna : Cécilia, la mère d'Ella
- Anna Cathcart : Javotte jeune
- Alejandra Perez : Ella jeune
- Sophia Reid-Gantzert : Anastasie jeune
- Sara Tomko : Lili la tigresse
- Suzy Joachim : Madame Leota
- Nisreen Slim : Dr Andrea Sage / la sorcière de la Lune
- Chilton Crane (VF : Marie-Madeleine Burguet Le Doze) : la sorcière aveugle / Hilda Braeburn (épisodes 12, 13 et 17)
- Chad Rook : le capitaine Achab (épisode 13)
- Elle McKinnon : Alice jeune
- Kip Pardue : Chad (épisode 17)
- Dan Payne (VF : Constantin Pappas) : Ivo (épisode 17)
- Seth Isaac Johnson : Hansel jeune (épisode 17)
- Sara Canning : Gretel
- Kyra Leroux : Yarrow
- Emily Tennant (VF : Marie Tirmont) : Isla
- Naika Toussaint : Seraphina
- Gabrielle Miller : Mère Flora
- Beverley Elliott (VF : Mireille Delcroix) : Granny Lucas / la veuve Lucas (épisode 20 et 22)
- Robbie Kay (VF : Benjamin Bollen) : Peter Pan / Malcolm (épisode 21)
- Victoria Smurfit (VF : Juliette Degenne) : Cruella d'Enfer (épisode 21)
- JoAnna Garcia Swisher (VF : Valérie Siclay) : Ariel (épisode 21)
- Timothy Webber (VF : Jacques Frantz) : l’Apprenti (épisode 21)
- Ginnifer Goodwin (VF : Marie-Eugénie Maréchal) : Mary Margaret Blanchard / Blanche-Neige (épisode 22)
- Joshua Dallas (VF : Thomas Roditi) : David Nolan / le Prince charmant (épisode 22)
- Sean Maguire (VF : Jérémie Covillault) : Robin des Bois (épisode 22)
- Tony Amendola (VF : Michel Ruhl) : Geppetto / Marco (épisode 22)
- Lee Arenberg (VF : Henri Carballido) : Grincheux / Leroy (épisode 22)
- Jack Davies : Pinocchio (épisode 22)
- Faustino Di Bauda : Dormeur / Walter (épisode 22)
- Gabe Khouth (VF : Stéphan Imparato) : Atchoum / M. Clark (épisode 22)
- Keegan Connor Tracy (VF : Léa Gabrièle) : la Fée bleue / la mère supérieure (épisode 22)
- Raphael Sbarge (VF : Guillaume Lebon) : Jiminy Cricket / Dr Archie Hopper (épisode 22)
- David-Paul Grove (VF : Jean-Marc Charrier) : Prof (épisode 22)

## Production

### Développement
Le 11 mai 2017, la série a été renouvelée pour une septième saison de vingt-deux épisodes. Cependant, le 8 février 2018 la chaîne ABC annonce officiellement que la saison 7 sera la dernière de la série à la fin de celle-ci.
Bien que cette saison ait été qualifiée de reboot, les producteurs ont précisé que « les six années précédentes n'étaient pas effacées » et seraient toujours prises en compte. Il a aussi été annoncé que cette saison intégrerait des univers parallèles, sous la forme de nouveaux livres d'Auteurs, ainsi que « de nouvelles itérations » (ou versions) de personnages étant déjà apparus dans la série.

### Casting
À la fin de la sixième saison, il a été annoncé que Ginnifer Goodwin, Jennifer Morrison, Joshua Dallas, Émilie de Ravin, Jared S. Gilmore et Rebecca Mader quittaient la série, avec toutefois une possibilité d'apparaître comme invités au cours de la nouvelle saison. Tous ont confirmé leur apparition lors de la saison.
En parallèle, Andrew James West et Alison Fernandez rejoignent la distribution principale ; West joue le rôle d'Henry Mills adulte (remplaçant Jared S. Gilmore), tandis que Fernandez campe celui de sa fille, Lucy.
En juillet 2017, les producteurs ont annoncé le casting de Dania Ramirez et de Gabrielle Anwar, qui intègrent la distribution principale. Elles incarnent respectivement les nouvelles itérations de Cendrillon et de Lady Trémaine. En même temps, Adelaide Kane est confirmée dans le rôle de Javotte, Mekia Cox dans celui de Tiana, et Rose Reynolds (en) dans celui d'une nouvelle itération d'Alice. Une première version de cette dernière était déjà apparue comme personnage principal de Once Upon a Time in Wonderland, le spinoff de la série.
En août 2017, l'actrice australienne Emma Booth rejoint la série dans le rôle "majeur et récurrent" d'une sorcière, dont l'identité sera révélée au cours de la saison. De plus, le retour de Giles Matthey dans le rôle de Gideon, le fils de Belle et de M. Gold, a aussi été annoncé. À la fin du mois, il a été révélé que Robin Givens apparaîtrait dans le rôle d'Eudora, la mère de Tiana.
Début septembre 2017, il a été annoncé que Meegan Warner jouerait le rôle d'une nouvelle itération de Raiponce.
En novembre 2017, Tiera Skovbye a obtenu le rôle de Robyn (la fille de Zelena et Robin) adulte pour plusieurs épisodes, suivi de Nathan Parsons, Kip Pardue, Jeff Pierre, Suzy Joachim, et les retours confirmés pour la finale de Beverley Elliott, Sean Maguire, Victoria Smurfit, JoAnna Garcia, Robbie Kay, Lee Arenberg, Keegan Connor Tracy et Tony Amendola, ainsi que Jennifer Morrison, Ginnifer Goodwin, Josh Dallas et Emilie de Ravin.

## Liste des épisodes

### Épisode 1:La Pantoufle de verre
- États-Unis /  Canada : 6 octobre 2017 sur ABC[3] / CTV Two[15]
- Belgique : 14 juillet 2018 sur Be Séries[16]
- France : 6 novembre 2018 sur 6ter[17]

- États-Unis : 3,26 millions de téléspectateurs[18] (première diffusion)
- France : 256 000 téléspectateurs[19] (première diffusion)

- Jared S. Gilmore (Henry Mills, jeune)
- Daniel Jeffrey (Carl)
- Darcy Laurie (Louie)
- Jillian Fargey (Fée marraine)
- Bruce Blain (Sergent Samuel B. Ryce)
- Zena Daruwalla (Passante)
- Julian Domingues (Policier)
- Liam Hall (Prince)
- Vladimir Ruzich (Homme de main)

À Seattle, de nombreuses années après les évènements de la Bataille Finale, Henry gagne sa vie comme chauffeur de taxi dans la compagnie Swift, après l’échec de son livre « Once Upon a Time » qui raconte ses aventures avec sa famille. Quand la jeune Lucy frappe à sa porte et lui clame qu’elle est sa fille et que sa famille a  besoin de lui, il refuse de la croire et lui demande de partir. Dans le quartier maudit d’Hyperion Heights, la mère de Lucy, Jacinda, a du mal à garder un emploi stable, quand sa belle-mère, Victoria Belfrey, la considère comme irresponsable et envisage de prendre la pleine garde de sa petite-fille. Responsable en urbanisme, elle tente tout pour chasser les habitants du quartier en augmentant les loyers et en achetant des petites entreprises.
Par un malin tour de passe-passe, Lucy subtilise l’ordinateur d’Henry afin que celui-ci vienne à la rencontre des habitants d’Hyperion Heights. Elle organise une rencontre entre lui et sa supposée femme Jacinda au bar de Roni, qui se trouve être Regina privée de ses souvenirs. Leur rencontre est écourtée par l’arrivée de Victoria désireuse de racheter le bar de Roni. Elle menace alors Jacinda de lui retirer la garde de Lucy et conseille à Henry de rester loin de leurs affaires.
Le jeune homme continue de nier ce que lui rétorque Lucy, lui affirmant qu'il avait bel et bien une femme et une fille aujourd'hui décédées. Henry se rendra compte par la suite que le cimetière où il est censé venir fleurir leurs tombes n'aurait jamais existé.
Jacinda et Lucy tentent alors de s’enfuir jusqu’à l’île de Bainbridge, mais leur voiture tombe en panne, causée par la malédiction selon les dires de Lucy. Sa voiture volée, Henry passe un accord avec Victoria qui cherche à retrouver sa belle-fille. Elles finissent par être rattrapées par Ivy, la belle-sœur de Jacinda, et l’officier Rogers, qui se trouve être Crochet. Ivy confisque alors le livre de contes de Lucy à l’officier Rogers qui tombe sur une page spécifique, révélant une illustration d’Emma Swan.
Plus tard, alors que Roni finit par refuser de vendre son bar à Victoria, inspirée par la décision de Jacinda, Rogers est promu inspecteur et découvre l’identité de son nouveau partenaire, le détective Weaver, alias Rumplestiltskin, déjà prévenu de l’arrivée d’Henry par une jeune femme nommée Tilly (alias Alice). Jacinda retourne alors à son travail et décide de faire un vœu dans le puits à souhait du jardin communautaire du quartier, provoquant la poussée instantanée d’une jacinthe.
Flashback
À Storybrooke, quelque temps après la Bataille Finale, Henry découvre l’existence de nombreuses autres itérations des personnages de contes et de leurs histoires. Aussi il décide, contre l’avis de Regina, de partir à la recherche de sa propre histoire, à travers ses nouveaux mondes inexplorés.
Des années plus tard dans un nouveau royaume, Henry fait une rencontre mouvementée avec une nouvelle version de Cendrillon au cœur de la forêt. Privée de carrosse, la jeune femme lui vole alors sa moto afin de se rendre au bal. Pendant ce temps, la belle-mère de Cendrillon, Lady Tremaine, enseigne à sa fille Javotte que la peur est le vrai pouvoir contrairement à la magie, en détruisant la fée marraine de Cendrillon avec sa baguette.
Au bal, Henry retrouve une Cendrillon déterminée à tuer le prince responsable de la mort de son père. Tentant de l’en dissuader, il est stoppé dans son élan par une mystérieuse jeune femme, Alice, qui le drogue et lui révèle que Rumplestiltskin lui a ordonné de garder un œil sur lui.
Malgré ses avertissements sur les dangers de se mêler de l'histoire de quelqu'un d'autre, Henry choisit de rester et d’aider Cendrillon. Cette dernière renonce au dernier moment à tuer le prince, qui finit poignardé par Lady Tremaine, le prince ayant rejeté sa fille Javotte. Elle accuse sa belle-fille du meurtre mais Cendrillon parvient à s’échapper avec l'aide d'Henry.

### Épisode 2:Double Vie
- États-Unis /  Canada : 13 octobre 2017sur ABC / CTV Two
- Belgique : 14 juillet 2018 sur Be Séries[20]
- France : 6 novembre 2018 sur 6ter[21]

- États-Unis : 2,74 millions de téléspectateurs[22] (première diffusion)
- France : 234 000 téléspectateurs[19] (première diffusion)

- Jennifer Morrison (Emma Swan)
- Jared S. Gilmore (Henry Mills, jeune)
- Trevor Roberts (Remy)

À Hyperion Heights, Victoria engage les détectives Rogers (Crochet) et Weaver (Rumple) pour chasser Henry du quartier. Rogers n'est pas d'accord avec les méthodes de Weaver et préfère aider Henry à la place. Rogers, Henry et Roni (Regina) finissent par former une alliance contre Victoria. Pendant ce temps, alors qu'Henry essaie tant bien que mal de se faire pardonner, Jacinda doit trouver une autre façon d'être au récital de ballet de sa fille Lucy, Victoria lui rendant les choses encore plus difficiles.
Flashback
Il y a plusieurs années à Storybrooke, Emma exprime ses inquiétudes à propos du départ de Henry, et Crochet lui présente un « message dans une bouteille » qu'Henry peut utiliser pour rester en contact avec eux. 
- Cet épisode devait marquer la dernière apparition de Jennifer Morrison dans la série, pour offrir ainsi une conclusion à son personnage d'Emma Swan[23]. Cependant, après l'annonce de l'annulation de la série à la fin de cette septième saison, l'actrice décide de faire son retour à l'occasion du dernier épisode[24].
- Le Royaume des Voeux est un univers alternatif apparaissant pour la première fois dans l'épisode 10 de la sixième saison : Trois Voeux.

### Épisode 3:Anastasie
- États-Unis /  Canada : 20 octobre 2017 sur ABC / CTV Two
- Belgique : 21 juillet 2018 sur Be Séries[25]
- France : 13 novembre 2018 sur 6ter

- États-Unis : 2,49 millions de téléspectateurs[26] (première diffusion)
- France : 258 000 téléspectateurs[27] (première diffusion)

- Simon Arblaster (Michael Griffiths)
- Dalias Blake (Garde royal)
- Mike Carpenter (Garde)
- Jaren Moore (Contremaître)
- Richard Newman (Jeremiah)

À Hyperion Heights, Jacinda tente de sauver le jardin communautaire que Victoria prévoit de raser, tandis que Lucy emmène un Henry toujours aussi sceptique dans un voyage sous le potager dans l'espoir de trouver la preuve de leur passé féerique. Pendant ce temps, Henry, Roni et Rogers ont trouvé leur première action à entreprendre contre Victoria. Rogers capture l'homme qui travaille avec elle, mais il est agacé de voir son collègue Weaver remettre l'homme en liberté afin de l'utiliser comme un futur contact. En outre, il est révélé que Victoria n'est pas réellement maudite et qu’elle garde une sorcière comme prisonnière au sommet des Tours Belfrey. Son plan est de l’utiliser afin qu’elle vole la croyance de sa petite-fille Lucy pour ramener à la vie sa fille Anastasie, dont le cercueil était caché sous les jardins communautaires.
Flashback

### Épisode 4:Aux confins des royaumes
- États-Unis /  Canada : 27 octobre 2017 sur ABC / CTV Two
- Belgique : 21 juillet 2018 sur Be Séries[28]
- France : 13 novembre 2018 sur 6ter

- États-Unis : 2,44 millions de téléspectateurs[29] (première diffusion)
- France : 244 000 téléspectateurs[27] (première diffusion)

- Emilie de Ravin (Belle / Belle French)
- Giles Matthey (Gideon)
- Anton Starkman (Gideon, jeune)
- Evryle Ebora (Fausse Lucy)
- Matt Kennedy (Petit ami)

À Hyperion Heights en pleine fête d’Halloween, Tilly, qui est en fait Alice, commence à se réveiller de la malédiction après avoir cessé de prendre des pilules qui lui ont été données par Victoria. Dans son nouvel état de clarté, elle tente d'amener Weaver à se souvenir de sa véritable identité. Pendant ce temps, Ivy est chargée d’accompagner Lucy à la chasse aux bonbons mais la perd dans les rues. Elle finit par tisser des liens avec Henry et défie sa mère en laissant du temps à Jacinda et Lucy pour se retrouver.
Flashback

### Épisode 5:Le Rubis luciole
- États-Unis /  Canada : 3 novembre 2017 sur ABC / CTV Two
- Belgique : 28 juillet 2018 sur Be Séries
- France : 20 novembre 2018 sur 6ter

- États-Unis : 2,29 millions de téléspectateurs[30] (première diffusion)
- France : 321 000 téléspectateurs[31] (première diffusion)

- Emma Booth (Sorcière)
- Robin Givens (Eudora)
- Daniel Francis (Dr Facilier)
- Kevin Ryan (Robert)
- Graem Beddoes (Patron brusque)
- Bruce Blain (Sergent Samuel B. Ryce)
- Evan Frayne (Client)
- Sandy Robson (Suspect)
- Naomi Simpson (Mendiante)

À Hyperion Heights, Sabine décide de vendre ses fameux beignets au sein du restaurant de M. Cluck où elle travaille avec l'aide de Jacinda et le soutien de Lucy. Victoria, craignant le nouveau succès des deux jeunes femmes, envoie un homme de main qui met le feu au restaurant, ce qui provoque alors de vives tensions entre les deux amies et colocataires. Rogers trouve un détenu au poste de police qui, selon lui, pourrait être lié à Eloise Gardener, la fille disparue depuis 10 ans qu'il essaie de trouver. Pendant ce temps, Roni décide d'enquêter sur l'intérêt qu’Ivy porte à vouloir aider Henry. Ivy l'emmène au sommet des Tours Belfrey, où Roni trouve une photo d'elle et d'un jeune Henry prise à Storybrooke. Il est finalement révélé plus tard qu’Ivy n'a pas été touchée par la malédiction, à l’instar de sa mère qui l’ignore, tout comme le fait que sa fille soit également en contact régulier avec la sorcière emprisonnée dans les tours.
Flashback

### Épisode 6:Réveil forcé
- États-Unis /  Canada : 10 novembre 2017 sur ABC / CTV Two
- Belgique : 28 juillet 2018 sur Be Séries
- France : 20 novembre 2018 sur 6ter

- États-Unis : 2,37 millions de téléspectateurs[32] (première diffusion)
- France : 288 000 téléspectateurs[33] (première diffusion)

- Julian Haig (Prince Gregor)
- Lincoln McGowan (Brigand)
- Donna Soares (Infirmière)
- Sandy Robson (Suspect)

À Hyperion Heights de nos jours, Roni se démène pour savoir que penser de cette mystérieuse photo qu’elle a découverte au sommet des Tours Belfrey, une recherche qui se complique par des informations nouvellement découvertes sur une certaine Regina Mills que Lucy l'a encouragée à chercher. De son côté, Javotte rassemble les ingrédients d'une plante à qui la Sorcière enfermée est capable de donner vie. Et quand la jeune femme se sert de son essence sur Roni, cette dernière finit par se réveiller de la malédiction et se souvient de toute sa vie passée en tant que Regina. Javotte révèle alors qu'elle a jeté la malédiction et fait chanter Regina pour qu’elle garde Henry et Jacinda séparés alors qu’ils sont sur le point de se rapprocher, lui rappelant une contingence spéciale qui a été ajoutée dans la malédiction et qui blesserait Henry si elle ne s’y conformait pas.
Flashback

### Épisode 7:Eloise Gardener
- États-Unis /  Canada : 17 novembre 2017 sur ABC / CTV Two
- Belgique : 4 août 2018 sur Be Séries
- France : 20 novembre 2018 sur 6ter

- États-Unis : 2,57 millions de téléspectateurs[34] (première diffusion)

- Chris Gauthier (M. Mouche)
- Meegan Warner (Raiponce)
- Nneka Croal (Assistante sociale)
- Sandy Robson (Suspect)

À Hyperion Heights, Rogers est toujours à la recherche d'Eloise Gardener, avec l'aide d’Henry et de Tilly. Cette dernière l'informe plus tard qu'Eloise est morte mais il s'avère que Weaver avait forcé Tilly à mentir pour renvoyer Rogers de l'affaire. Weaver prévient Rogers qu'Eloise n'est pas la personne qu'il croit être. Quand Rogers trouve la sorcière Gothel, il croit à tort qu'elle est Eloise et la libère de Victoria, qui est incarcérée pour enlèvement. Pendant ce temps, Victoria (Lady Tremaine) découvre que sa fille Javotte est bel et bien réveillée, tandis que Regina essaie malgré elle de mettre de la distance entre Henry et Jacinda.
Flashback

### Épisode 8:Au Pays des Merveilles
- États-Unis /  Canada : 17 novembre 2017 sur ABC / CTV Two
- Belgique : 4 août 2018 sur Be Séries
- France : 27 novembre 2018 sur 6ter

- États-Unis : 2,28 millions de téléspectateurs[34] (première diffusion)
- France : 288 000 téléspectateurs[35] (première diffusion)

- Nathan Parsons (Jack / Nick Branson)
- Bruce Blain (Sergent Samuel B. Ryce)
- Nneka Croal (Assistante sociale)
- Trevor Roberts (Remy)

De nos jours à Hyperion Heights, Jacinda contacte Nick (un ami maudit d'Henry dans la Forêt enchantée), son ancien petit-ami et désormais avocat à qui la malédiction leur fait croire qu’il est le père de Lucy. Il accepte de l'aider à retrouver la garde de Lucy, au détriment d’Henry, tandis que Lucy encourage Henry à se battre pour Jacinda. Pendant ce temps, Javotte et Gothel projettent de faire revivre Anastasie mais quand elles ouvrent son cercueil, son corps a disparu. Après que Regina décide de confronter Rumple, qui refuse de confirmer qu'il s'est réveillé de la malédiction, elle annonce à Henry qu'elle se rend à San Francisco pour rencontrer quelqu'un qui a été chassé de la ville par Victoria. Il accepte de se joindre à elle.
Flashback

### Épisode 9:Rien qu'une petite larme
- États-Unis /  Canada : 8 décembre 2017 sur ABC / CTV Two
- Belgique : 11 août 2018 sur Be Séries
- France : 27 novembre 2018 sur 6ter

- États-Unis : 2,45 millions de téléspectateurs[36] (première diffusion)

- Meegan Warner (Raiponce)
- Matty Finochio (Marcus)
- Cindy Luna (Cecilia)
- Yael Yurman (Anastasie)
- Anna Cathcart (Javotte, adolescente)
- Naiah Cummins (Policière)
- Lula Mae Melenchuk (Javotte, enfant)
- Alejandra Pérez (Cendrillon, adolescente)
- Sophia Reid-Gantzert (Anastasie, enfant)

À Hyperion Heights, Victoria conclut un accord avec Weaver dans le but de se libérer de prison et de réveiller Anastasie. Weaver accepte et reconnaît qu'elle est Raiponce, révélant la véritable identité de Lady Tremaine tout en divulguant qu'il est bel et bien réveillé de la malédiction. Peu de temps après, Victoria donne étrangement la garde complète de Lucy à Jacinda, prétendant être une personne changée après la prison. Elle part ensuite en mission avec Weaver pour trouver le livre de contes d'Henry pour une raison alors inconnue, tout en étant sciemment talonnée par Ivy et Eloise, alias Gothel. Mais Ivy échoue à empêcher Victoria de prendre le livre de contes à Lucy. Victoria montre alors à la petite fille l'histoire de sa famille. Elle convainc Lucy que les fins heureuses ne sont pas réelles, puisque Victoria n'a pas eu la sienne. Elle montre aussi une vidéo à Lucy montrant Jacinda et Nick s’embrassant, ce qui brise complètement la croyance de Lucy en des fins heureuses, la faisant pleurer. Victoria utilise alors sa larme, qui réveille Anastasie, mais fait également tomber Lucy dans un profond coma.
Flashback
- Raiponce
- Cendrillon

- Bien que crédités, Lana Parrilla et Andrew J. West n'apparaissent pas dans cet épisode.

### Épisode 10:Le Sabbat des huit
- États-Unis /  Canada : 15 décembre 2017 sur ABC / CTV Two
- Belgique : 11 août 2018 sur Be Séries
- France : 27 novembre 2018 sur 6ter

- États-Unis : 2,29 millions de téléspectateurs[37] (première diffusion)

- Rebecca Mader (Zelena / Kelly)
- Sara Tomko (Lily la Tigresse)
- Tiera Skovbye (Robyn)
- Nisreen Slim (Docteur Sage)

De nos jours dans le Monde sans magie, Lucy est emmenée d'urgence à l'hôpital après être tombée dans un profond sommeil. Henry, parti avec Regina, se précipite alors à son chevet. Pendant ce temps, Regina retrouve Kelly, l’alter-ego maudit de Zelena, à San Francisco. La jeune femme semble beaucoup en vouloir à Roni, mais Regina parvient finalement à redonner à sa sœur tous ses souvenirs et les deux retournent à Seattle, sachant très bien que briser la malédiction pour aider Lucy ne ferait que blesser Henry à la place. À Hyperion Heights, Rumple teste Anastasie pour savoir si elle est la Gardienne qu’il recherche depuis la mort de Belle. Cependant, Gothel veut aussi Anastasie et rompt son alliance avec Javotte après que celle-ci lui ai amené sa sœur, estimant qu'Anastasie serait plus utile dans son sabbat de sorcières. Gothel dit alors à la jeune fille qu'elles ont besoin de trouver et réunir à nouveau leurs collègues sorcières, qui se trouvent toutes à Hyperion Heights.
Flashback

### Épisode 11:L'Orchidée sacrée
- États-Unis /  Canada : 2 mars 2018 sur ABC[38] / CTV Two
- Belgique : 18 août 2018 sur Be Séries
- France : 4 décembre 2018 sur 6ter

- États-Unis : 2,14 millions de téléspectateurs[39] (première diffusion)
- France : 259 000 téléspectateurs[40] (première diffusion)

- Ayzee (Sorcière amie)
- Suzy Joachim (Madame Leota)
- Willy Lavendel (Infirmière)
- Nisreen Slim (Docteur Sage)

De nos jours à Hyperion Heights, Regina et Zelena recherchent l'Amulette de résurrection dans l'espoir de trouver un autre moyen de sauver Lucy sans faire de mal à Henry. Cependant, Tremaine leur saisit l'amulette et la remet à Gothel, ne réalisant pas que cette dernière a l'intention d'utiliser sa fille Javotte comme sacrifice pour réveiller Lucy. Alors que la magie de l'amulette commence à prendre la vie de Javotte, Tremaine décide de se sacrifier pour sauver sa fille et meurt, permettant à Lucy de sortir de son coma. Peu après, le docteur Sage, qui s'est occupée de Lucy et a découvert qu'Henry est son véritable père, est empoisonnée par quelqu'un dont le visage est caché.
Flashback

### Épisode 12:Le Médaillon de la discorde
- États-Unis /  Canada : 9 mars 2018 sur ABC / CTV Two
- Belgique : 18 août 2018 sur Be Séries
- France : 4 décembre 2018 sur 6ter

- États-Unis : 2,22 millions de téléspectateurs[41] (première diffusion)

- Jeff Pierre (Naveen / Drew)
- Bruce Blain (Sergent Samuel B. Ryce)
- Nevin Burkholder (Villageois)
- Chilton Crane (Hilda)
- Trevor Roberts (Remy)

De nos jours, après les morts de Victoria et de Sage, Rogers et Weaver découvrent que le tueur du quartier s'en prend aux sorcières du Sabbat des huit dirigé par Gothel. Les deux hommes enquêtent et arrivent sur une piste qui les mène à Hilda, une patissière aveugle qui dissimule de sombres secrets. Pendant ce temps, Sabine est ravie de participer à une réunion de food trucks mais elle stoppée net dans son élan par la police, n'ayant pas les documents nécessaires. Elle accuse Drew, un ancien camarade de classe devenu rival, de l'avoir dénoncée à la police. Cependant, Drew agit en réalité sous les ordres de Samdi, un investisseur mystérieux, souhaitant se rapprocher d'elle. Samdi se révèle être l'identité maudite de Facilier, aussi Zelena et Regina mettent au point un plan astucieux contre lui. Regina se rend finalement compte que Facilier n'a pas perdu la mémoire : en réalité, tous deux se connaissent, ayant notamment eu une histoire remontant au passé de Méchante Reine de Regina. Enfin, alors que Henry et Jacinda se rapprochent, Lucy découvre des informations troublantes sur la malédiction actuelle, notamment sur la mort possible de son père, et se résout dès lors à les empêcher de se rapprocher.
Flashback

### Épisode 13:Le Talisman magique
- États-Unis /  Canada : 16 mars 2018 sur ABC / CTV Two
- Belgique : 25 août 2018 sur Be Séries
- France : 4 décembre 2018 sur 6ter

- États-Unis : 2,38 millions de téléspectateurs[42] (première diffusion)

- Chris Gauthier (M. Mouche)
- Chad Rook (le capitaine Achab)
- Chilton Crane (Hilda)
- Elle McKinnon (Alice, jeune)
- Ian Nsenga (le matelot)
- Bobby L. Stewart (le vieil homme)

À Hyperion Heights, Rogers et Weaver interrogent Eloise au sujet de son culte, bien qu'elle ne s'intéresse qu'à jouer à des jeux d'esprit avec Rogers au sujet de sa véritable identité cachée, celle de Crochet. Tilly, qui vit un épisode maniaque, tente désespérément de convaincre les détectives d’être lucides et de voir Eloise sous son vrai visage. Quand les deux hommes en déduisent qu'Eloise essayait de les tromper à propos de l'affaire, ils partent vérifier à l'hôpital comment se porte la dernière victime agressée, Hilda. La femme est retrouvée morte dans sa chambre, en présence de Tilly tenant un scalpel dans sa main.
Pendant ce temps, Lucy demande à sa mère Jacinda de plus voir Henry, après que la petite fille ait découvert ce qui pourrait arriver à son père si la malédiction venait à se briser. De son côté, Ivy (alias Javotte) est en plein deuil du décès de sa mère, aussi elle trouve du réconfort auprès d’Henry qui finit par la rapprocher de sa demi-sœur Jacinda. Avec l’aide d’Henry, Javotte décide finalement de partir à la recherche de son autre sœur Anastasie afin de poursuivre l’action entreprise de sa mère défunte.
Plus tard, Lucy finit par se confier à Regina sur ses récentes découvertes, et découvre par la même occasion que sa « grand-mère » est bien réveillée. Les deux nouvelles partenaires décident alors de débuter l'« Opération Jacinthe » dans le but de sauver Henry.
Flashback
- Bien que créditée, Mekia Cox n'apparaît pas dans cet épisode.

### Épisode 14:La Fille de la tour
- États-Unis /  Canada : 23 mars 2018 sur ABC / CTV Two
- Belgique : 25 août 2018 sur Be Séries
- France : 11 décembre 2018 sur 6ter
- Suisse : sur RTS Un
- Québec : sur AddikTV

- États-Unis : 2,11 millions de téléspectateurs[43] (première diffusion)
- France : 266 000 téléspectateurs[44] (première diffusion)

- Peter Ciuffa (M. Charles)
- Jasmine Lukuku (Mme Lewis)
- Cory Rempel (Clayton)

À Hyperion Heights, Rogers, Henry et Tilly cherchent des preuves de l’innocence de la jeune femme dans le meurtre de la boulangère pour effacer son nom de la liste des suspects. Alors qu'elle revient sur ses pas, Tilly est très vite frustrée quand elle découvre que personne ne se souvient l'avoir vue aux endroits où elle se trouvait, comme si la jeune femme possédait deux personnalités. La caméra de surveillance placée dans le troll de pierre du quartier sert finalement à laver Tilly de tout soupçon. Rogers finit par lui proposer de loger chez lui tant que le tueur court toujours, Tilly accepte.    
Pendant ce temps, Regina propose à Samdi (alias Facilier) un rendez-vous à l’extérieur afin que Lucy puisse pénétrer dans son appartement pour trouver des indices sur ce qu'il cherche réellement à Hyperion Heights. Mais l’ancienne Méchante Reine est confrontée à la jalousie de Zelena, persuadée que sa sœur ne lui disait pas tout. Les deux femmes se promettent désormais qu'elle n'auront plus de secret pour l'autre, Regina avouant à sa sœur qu’elle a bel et bien des sentiments pour Facilier. 
Alors que Lucy parvient à sortir non sans avoir trouvé des indices intéressants, Facilier préfère jouer carte sur table avec Regina. Le sorcier lui révèle qu’il est à la recherche de la dague du Ténébreux.
Flashback
- Bien que crédités, Mekia Cox et Robert Carlyle n'apparaissent pas dans cet épisode.

### Épisode 15:Le Cercle des sœurs
- États-Unis /  Canada : 30 mars 2018 sur ABC / CTV Two
- Belgique : 1er septembre 2018 sur Be Séries
- France : 11 décembre 2018 sur 6ter
- Suisse : sur RTS Un
- Québec : sur AddikTV

- États-Unis : 2,03 millions de téléspectateurs[45] (première diffusion)

- Sara Canning (Gretel)
- Bruce Blain (Sergent Samuel B. Ryce)
- Anna Cathcart (Javotte, adolescente)

À Hyperion Heights, Javotte est attaquée à son tour par le « Tueur au chocolat » mais parvient à s’échapper jusqu’au bar de Regina. Facilier lui offre alors un moyen de sauver sa vie en repartant dans la Forêt enchantée, en lui précisant que cela sera au détriment de la vie d'Anastasie, également recherchée par Rumple et toujours introuvable. Javotte commence par attirer sa sœur grâce aux lanternes qui avaient ramené leur mère Raiponce jusqu’à elles petites. En mentant de vouloir ranimer leur lien sororal, Javotte endort Anastasie et l'amène à Facilier pour accomplir le rituel. Mais la jeune gardienne se réveille très vite, et en colère, elle doit finalement choisir entre épargner Javotte ou servir Gothel, pour finalement choisir sa sœur. De nouveau réunies, toutes les deux parviennent à ouvrir un portail et quitter Hyperion Heights pour recommencer une nouvelle vie ensemble. Rumple perd alors une chance de rejoindre Belle dans l’au-delà mais estime s’être rapproché d’elle grâce à cette fin heureuse. Quant à Facilier, il donne à Regina une preuve de sa loyauté en lui donnant tout ce qu’il a pu récupérer de la magie d’Anastasie pour qu’elle puisse sauver Henry de son mauvais sort.
Pendant ce temps, Lucy organise une soirée entre garçons pour Henry, Rogers et Nick. De nombreux signes lors de cette soirée finissent par rapprocher encore plus Henry et Jacinda, cette dernière finissant peut-être par croire de plus en plus aux histoires de sa fille. La soirée se termine par la révélation que Nick est le tueur de sorcières.
Flashback
- Bien que créditée, Mekia Cox n'apparaît pas dans cet épisode.

### Épisode 16:Le Grand Tourbillon
- États-Unis /  Canada : 6 avril 2018 sur ABC / CTV Two
- Belgique : 1er septembre 2018 sur Be Séries
- France : 11 décembre 2018 sur 6ter
- Suisse : sur RTS Un
- Québec : sur AddikTV

- États-Unis : 2,15 millions de téléspectateurs[46] (première diffusion)

- Chris Gauthier (M. Mouche)
- Charles Mesure (Barbe Noire)
- Andy Nez (Homme sale)
- Alison Raine (Cliente #2)
- Leana Yu (Cliente)

À Hyperion Heigths, Henry décroche un entretien d'embauche à New York mais avant qu'il ne puisse partir, Weaver trouve son roman dans le parking où Ivy fut attaquée. Le détective insiste pour que le jeune homme aide la police à identifier le « Tueur au chocolat », dont ils finissent par conclure que l’homme en question croit être Hansel du conte « Hansel et Gretel », cherchant à venger la mort de sa sœur. Quand la voiture d’Henry crève avant son arrivée à l'aéroport, Nick lui propose de le ramener finalement auprès de Jacinda. Henry est cependant kidnappé par Nick juste après avoir découvert la vérité, qui confirme ses soupçons sur l’identité du tueur, dont le véritable nom est bel et bien Hansel. De son côté, Tilly commence son premier travail dans le food truck de Sabine et se rapproche de Margot, tandis que Zelena, en plein conflit avec sa fille, est terrifiée de constater qu'elle est la prochaine cible du tueur.
Flashback
- Bien que créditée, Lana Parrilla n'apparaît pas dans cet épisode.

### Épisode 17:Mauvaise Carte
- États-Unis /  Canada : 13 avril 2018 sur ABC / CTV Two
- Belgique : 8 septembre 2018 sur Be Séries
- France : 18 décembre 2018 sur 6ter
- Suisse : sur RTS Un
- Québec : sur AddikTV

- États-Unis : 2,18 millions de téléspectateurs[47] (première diffusion)
- France : 306 000 téléspectateurs[48] (première diffusion)

- Kip Pardue (Chad)
- Seth Issac Johnson (Hansel, jeune)
- Dan Payne (Ivo)
- Bruce Blain (Sergent Samuel B. Ryce)
- Chilton Crane (Hilda, la Sorcière aveugle)
- Lily van der Griend (Gretel, jeune)

De nos jours à Hyperion Heights, Nick (en réalité Hansel) raconte tout à Henry sur leur véritable passé au pays des contes mais Henry, enchaîné et maudit, n’est toujours pas en mesure d’y croire. Nick enlève ensuite Chad, le fiancé de Zelena, pour assouvir sa vengeance sur la sorcière, mais c’est finalement cette dernière qui finit par avoir le dessus sur le tueur et le met hors d’état de nuire. Elle libère Chad et finit par lui dire sa véritable identité tout en faisant allusion à son sombre passé. Mais le jeune fiancé accepte toutes les facettes de l’ancienne méchante sorcière et tous deux décident de retourner ensemble à San Francisco, avec la bénédiction de Regina, qui de son côté a trouvé un ingrédient primordial pour sauver son fils. Pendant ce temps, alors que Rogers libère Henry et le ramène auprès de Jacinda et Lucy, Facilier utilise Naveen, qu’il a réveillé de la malédiction, pour obtenir de la magie pour une poupée vaudou. Il l'utilise pour tuer Nick, dont l’ultime cible devait être Gothel, l’ennemie principale du sorcier vaudou pour sa conquête du pouvoir du Ténébreux.
Flashback
- Hansel et Gretel (nouvelles histoires)
- Le Magicien d'Oz

### Épisode 18:La Gardienne
- États-Unis /  Canada : 20 avril 2018 sur ABC / CTV Two
- Belgique : 8 septembre 2018 sur Be Séries
- France : 18 décembre 2018 sur 6ter
- Suisse : sur RTS Un
- Québec : sur AddikTV

- États-Unis : 2,12 millions de téléspectateurs[49] (première diffusion)

- Bruce Blain (Sergent Samuel B. Ryce)

Dans le présent à Hyperion Heights, la mort de Nick amène Weaver à soupçonner Samdi d'avoir volé la Dague, disparue au même moment, et fait part de ses méfiances à Regina. Mais Samdi nie toute implication dans ce vol. Weaver finit alors par trahir Regina en utilisant la magie nécessaire qu’elle avait retrouvée pour sauver Henry afin de traquer la Dague, qui le conduit à Tilly. La jeune femme, au milieu de son premier rendez-vous avec Margot, se met en effet à entendre des bourdonnements dans sa tête, venant justement de la Dague. Ce petit incident n’empêche aucunement Margot de voir Tilly comme une âme-sœur. Pendant ce temps, lorsque Rogers découvre que Drew était la dernière personne à savoir ce qui est arrivé à Nick, Drew l'avertit de la véritable menace qu’est Samdi et des circonstances très mystérieuses de la mort de Nick. Henry découvre par la même occasion que Nick / Hansel lui a dit la vérité sur les résultats des tests sanguins qui confirment son lien paternel avec Lucy et partage cette nouvelle avec une Jacinda abasourdie.
Flashback
- Bien que créditées, Alison Fernandez et Mekia Cox n'apparaissent pas dans cet épisode.

### Épisode 19:La Clé du bosquet
- États-Unis /  Canada : 27 avril 2018 sur ABC / CTV Two
- Belgique : 15 septembre 2018 sur Be Séries
- France : 18 décembre 2018 sur 6ter
- Suisse : sur RTS Un
- Québec : sur AddikTV

- États-Unis : 1,98 million de téléspectateurs[50] (première diffusion)

- Gabrielle Miller (Flora)
- Emily Tennant (Isla)
- Naika Toussaint (Seraphina)
- Bruce Blain (Sergent Samuel B. Ryce)
- Kyra Leroux (Achillée)
- Crystal Dalman (Sorcière)

À Hyperion Heights, Gothel avoue à Tilly qu'elle est sa mère, ce que la jeune femme, très perturbée, répète immédiatement à Rogers. Les deux vont alors demander l’aide d’Henry, qui a déjà commencé à considérer sérieusement que les histoires de son livre sont réelles. Pendant ce temps, Lucy et Facilier trouvent un moyen de guérir Henry du mauvais sort qui empêche d'embrasser Jacinda pour briser la malédiction. Cependant, quand Jacinda et Henry partagent finalement un baiser d’amour véritable, la malédiction ne se brise pas. Plus tard, l’enquête de Rogers et Tilly sur Gothel finit mal quand Tilly est soumise à un chantage pour devenir le dernier membre du sabbat reconstitué de Gothel, en échange de la vie de Rogers. La sororité libère alors la magie dans la ville.
Flashback
- Bien que crédités, Lana Parrilla, Robert Carlyle et Mekia Cox n'apparaissent pas dans cet épisode.

### Épisode 20:L'Autre moi
- États-Unis /  Canada : 4 mai 2018 sur ABC / CTV Two
- Belgique : 15 septembre 2018 sur Be Séries
- France : 25 décembre 2018 sur 6ter
- Suisse : sur RTS Un
- Québec : sur AddikTV

- États-Unis : 1,98 million de téléspectateurs[51] (première diffusion)
- France : 172 000 téléspectateurs[52] (première diffusion)

- Beverley Elliott (Granny)
- Jared S. Gilmore (Henry Mills, jeune)
- Naika Toussaint (Seraphina)
- Bruce Blain (Sergent Samuel B. Ryce)

À Storybrooke, le jeune Henry s'interroge sur ce que devrait être sa prochaine étape après le lycée et dit à Regina qu'il aimerait découvrir les universités à l'extérieur de Storybrooke. Il finit par être accepté dans toutes celles auxquelles il a postulé. Cependant, devoir mentir à propos de ses expériences de vie sur ses lettres de motivation lui donne finalement beaucoup de doutes sur le fait de quitter la ville et sa famille.
À Hyperion Heights, Regina et Lucy tentent de briser la malédiction avant que le groupe de sorcières ne donne toute sa magie au plan funeste de Gothel pour anéantir l'humanité. Après plusieurs tentatives infructueuses pour réveiller Henry du sort, Regina révèle que la malédiction les a non seulement envoyés dans le Monde sans magie, mais les a également ramenés dans le passé, à un moment crucial de la vie d’Henry.
Toujours dans le déni, Henry regarde de nouveau le prétendu certificat d'adoption que lui a donné Roni. Il appelle le numéro indiqué dessus et c’est son jeune alter ego qui décroche, encore en plein doute à Storybrooke sur la suite de sa vie, ce qui confirme que la malédiction les a bel et bien ramenés à la même période de l’obtention du diplôme d’Henry. À Seattle, Henry se réveille alors instantanément, se souvenant avoir reçu plus jeune ce coup de téléphone. L'adulte donne quelques conseils à son homologue plus jeune, ce qui lui donne le coup de pouce dont il a besoin pour quitter la maison. Juste après, Henry trouve Regina blessée après avoir tenté de s’opposer à Gothel. Réveillé, il donne un baiser d’amour véritable à sa mère, qui brise la malédiction sur tout le quartier. Alice trouve alors la force de vaincre Gothel, avec son père et Robyn à ses côtés.
- Cet épisode a réalisé la plus mauvaise audience historique de la série, en termes de nombre de téléspectateurs, en passant sous la barre des 2 millions de fidèles, et en termes de part de marché sur les 18–49 ans[51].

### Épisode 21:La Plume de la sagesse
- États-Unis /  Canada : 11 mai 2018 sur ABC / CTV Two
- Belgique : 22 septembre 2018 sur Be Séries
- France : 25 décembre 2018 sur 6ter
- Suisse : sur RTS Un
- Québec : sur AddikTV

- États-Unis : 2,26 millions de téléspectateurs[53] (première diffusion)

- Jared S. Gilmore (Henry Mills, jeune)
- Robbie Kay (Peter Pan)
- Victoria Smurfit (Cruella d'Enfer)
- JoAnna Garcia Swisher (Ariel)
- Timothy Webber (l'Apprenti)
- Sarah Grey (Princesse)
- James Rittinger (Prince charmant)
- Trevor Roberts (Remy)

À Hyperion Heights, les célébrations pour avoir mis fin à la Malédiction sont vite interrompues lorsque l’alter ego de Rumplestiltskin venu du Royaume des Voeux envoie Ella et Lucy au Royaume des Vœux, puis tente de faire chanter Henry pour qu'il obtienne la Dague du Ténébreux. Gold souhaitait en effet la détruire pour retrouver Belle dans l’au-delà. Henry, Regina, Gold et Crochet traversent un portail vers le Royaume des Vœux pour retrouver Lucy et Ella.
Mais une fois de l'autre côté, le groupe est divisé : Henry et Regina sont envoyés au Château du Ténébreux, tandis que Gold et Crochet sont envoyés dans l’ancienne maison de Rumple. Ce dernier révèle qu'il a piégé Ella et Lucy dans une boule à neige qui se remplira jusqu’à minuit où elles seront complètement ensevelies. Désespéré, Henry a l’idée d’obtenir la version de ce royaume de la plume magique de l'Auteur dans l'espoir de les libérer, mais c'est en réalité ce que cherchait Rumple. Désireux de réécrire quelques histoires pour s'assurer de conserver ses pouvoirs, il fait appel au jeune Henry du Royaume des Vœux, beaucoup plus enclin à utiliser la plume que son homologue adulte, surtout depuis la perte de ses grands-parents et de sa mère, dont Regina est responsable. Rumple commence par lui ordonner d'annuler les pouvoirs du Gardien (s'assurant ainsi la pérennité de ses pouvoirs) puis il envoie Henry, Gold et Crochet dans la boule à neige maudite. Regina, elle, échappe à la prison, le jeune Henry ayant l'intention de se venger d’elle après leur dernière rencontre.

### Épisode 22:La Réunion des mondes
- États-Unis /  Canada : 18 mai 2018 sur ABC / CTV Two
- Belgique : 22 septembre 2018 sur Be Séries
- France : 25 décembre 2018 sur 6ter
- Suisse : sur RTS Un
- Québec : sur AddikTV

- États-Unis : 2,27 millions de téléspectateurs[54] (première diffusion)

- Ginnifer Goodwin (Blanche-Neige / Mary Margaret Blanchard)
- Jennifer Morrison (Emma Swan)
- Josh Dallas (le Prince charmant / David Nolan)
- Emilie de Ravin (Belle / Belle French)
- Jared S. Gilmore (Henry Mills, jeune)
- Rebecca Mader (Zelena)
- Tony Amendola (Geppetto / Marco)
- Lee Arenberg (Grincheux / Leroy)
- Beverley Elliott (la Veuve Lucas / Granny)
- Christopher Gauthier (M. Mouche)
- Sean Maguire (Robin des Bois)
- Raphael Sbarge (Jiminy Cricket / Archie Hopper)
- Keegan Connor Tracy (la Fée Bleue / la Mère Supérieure)
- David Avalon (Prof)
- Jack Davies (Pinocchio)
- Faustino Di Bauda (Dormeur / Walter)
- Gabe Khouth (Atchoum / M. Clark)
- Abigayle Laura Mutch (Robin, jeune)

Alice et Robyn arrivent à Storybrooke et rencontrent Zelena. Face au choc de deux temporalités, Robyn révèle à la sorcière qu'elle est sa fille venue du futur et lui dit que leur famille a besoin d'aide.
Au Royaume des Vœux, piégés dans la boule à neige dans le château du Ténébreux, Rumple révèle à Crochet que son homologue malfaisant l'a dépouillé de ses pouvoirs et de son immortalité. Finalement, tout le monde réussit à se libérer quand Alice leur livre par magie le puissant hameçon de Maui.
Pendant ce temps, le jeune Henry a capturé Regina et organise un duel à mort entre eux deux le lendemain. Le mauvais Rumple rend alors visite au jeune homme et révèle que son plan est d'utiliser différents portails pour piéger tous les autres personnages à l'intérieur de livres de contes destinés à chacun d’eux, où seules des fins malheureuses leur sont destinées.
Pendant qu'elle est enfermée, Regina a une vision de Robin des Bois qui lui redonne courage sur la manière de remettre le jeune Henry sur le bon chemin. Quand la version adulte d’Henry vient à sa rescousse, il est attaqué par des chevaliers noirs, mais Blanche et Charmant arrivent et les sauvent tous les deux. Rumple / Weaver utilise ensuite de la poussière magique pour retrouver une magie limitée.
Alors que le jeune Henry du Royaume des Vœux et Regina se battent, les autres personnages commencent à se faire happer par leurs portails respectifs. Mais au dernier moment, Regina parvient à raisonner Henry qui abandonne sa vengeance, refermant les portails. Seulement, Crochet avait attrapé Alice pour la retenir, et leur contact a laissé son cœur dans un état désastreux. Le bon Rumple décide alors de se sacrifier, en enlevant son propre cœur et en le plaçant à l'intérieur de Crochet, détruisant le mauvais Rumple et les Ténèbres dans le processus. Dans l’au-delà, Rumplestiltskin obtient alors sa fin heureuse en étant réuni avec Belle.
Dans un dernier acte, Regina décide de fusionner tous les mondes et royaumes en utilisant un dernier sort, qui amène l'univers magique uni à l'intérieur des limites de Storybrooke. Quelque temps plus tard, Regina obtient également sa fin heureuse quand les citoyens décident de la couronner Reine des Royaumes Unifiés. Au même instant, Emma et le vrai Crochet débarquent avec leur fille : Hope.
- Cet épisode constitue la deuxième partie du double épisode final de la saison et de la série.